# Сант'Анђело ле Фрате
Сант'Анђело ле Фрате (итал. Sant'Angelo le Fratte) је насеље у Италији у округу Потенца, региону Базиликата.
Према процени из 2011. у насељу је живело 796 становника. Насеље се налази на надморској висини од 534 м.

## Географија
| Клима (Сант'Анђело ле Фрате) | Клима (Сант'Анђело ле Фрате) | Клима (Сант'Анђело ле Фрате) | Клима (Сант'Анђело ле Фрате) | Клима (Сант'Анђело ле Фрате) | Клима (Сант'Анђело ле Фрате) | Клима (Сант'Анђело ле Фрате) | Клима (Сант'Анђело ле Фрате) | Клима (Сант'Анђело ле Фрате) | Клима (Сант'Анђело ле Фрате) | Клима (Сант'Анђело ле Фрате) | Клима (Сант'Анђело ле Фрате) | Клима (Сант'Анђело ле Фрате) | Клима (Сант'Анђело ле Фрате) |
| Показатељ \ Месец            | .Јан.                        | .Феб.                        | .Мар.                        | .Апр.                        | .Мај.                        | .Јун.                        | .Јул.                        | .Авг.                        | .Сеп.                        | .Окт.                        | .Нов.                        | .Дец.                        | .Год.                        |
| ---------------------------- | ---------------------------- | ---------------------------- | ---------------------------- | ---------------------------- | ---------------------------- | ---------------------------- | ---------------------------- | ---------------------------- | ---------------------------- | ---------------------------- | ---------------------------- | ---------------------------- | ---------------------------- |
| Средњи максимум, °C (°F)     | 6,4 (43,5)                   | 7,6 (45,7)                   | 10,3 (50,5)                  | 14,3 (57,7)                  | 19,0 (66,2)                  | 23,4 (74,1)                  | 26,9 (80,4)                  | 27,1 (80,8)                  | 22,7 (72,9)                  | 17,3 (63,1)                  | 11,8 (53,2)                  | 8,3 (46,9)                   | 27,1 (80,8)                  |
| Средњи минимум, °C (°F)      | 0,7 (33,3)                   | 1,2 (34,2)                   | 3,1 (37,6)                   | 6,3 (43,3)                   | 9,9 (49,8)                   | 13,9 (57)                    | 16,4 (61,5)                  | 16,7 (62,1)                  | 13,7 (56,7)                  | 9,8 (49,6)                   | 5,6 (42,1)                   | 2,7 (36,9)                   | 0,7 (33,3)                   |
| Количина падавина, mm (in)   | 78 (30,7)                    | 42 (16,5)                    | 58 (22,8)                    | 62 (24,4)                    | 40 (15,7)                    | 35 (13,8)                    | 20 (7,9)                     | 21 (8,3)                     | 37 (14,6)                    | 60 (23,6)                    | 93 (36,6)                    | 106 (41,7)                   | 652 (256,6)                  |
| [ тражи се извор ]           |                              |                              |                              |                              |                              |                              |                              |                              |                              |                              |                              |                              |                              |

## Становништво
| 1931. | 1936. | 1951. | 1961. | 1971. | 1981. | 1991. | 2001. | 2011. |
| ----- | ----- | ----- | ----- | ----- | ----- | ----- | ----- | ----- |
| 1.842 | 1.955 | 2.040 | 2.002 | 1.672 | 1.630 | 1.656 | 1.472 | 1.457 |